# Chiesa di Santa Maria delle Mosche
La chiesa di Santa Maria delle Mosche è una chiesa sconsacrata del centro storico di Napoli, ubicata in vico Parrettari.
La fondazione dell'edificio è pressoché sconosciuta; probabilmente, fu edificata ad opera di una parte del popolo presente in zona e dedita al cosiddetto mestiere dei "funari": un fenomeno alquanto regolare, soprattutto nella Napoli del Seicento e Settecento. Ad esempio, la chiesa dei Santi Filippo e Giacomo dell'arte dei Fornai, è nata anch'essa a seguito di una mera volontà popolare. Questa tipologia di chiese fu in contrasto soprattutto con i rappresentanti del clero, che da sempre mal sopportavano la religiosità popolari della capitale del mezzogiorno. Qui, ricordiamo che ogni arciconfraternita, congrega o comunità, poteva appunto costruirsi la propria chiesa o edicola sacra privata.
La struttura di culto, da quanto pervenuto, fu abbellita nel corso dei secoli. Attualmente risulta sfruttata come negozio. Negli interni vi erano le tele della santa titolare ed altre.